# Schenkenzell
Schenkenzell es un municipio alemán perteneciente al distrito de Rottweil en el estado federado de Baden-Wurtemberg. Barrios son Kaltbrunn, Wittichen y Vortal. En total, el municipio tiene unos 1.800 habitantes. Está ubicado en el valle del río Kinzig en la Selva Negra Central.